# Dundundra
Dundundra is een geslacht van steenvliegen uit de familie Gripopterygidae. De wetenschappelijke naam van het geslacht is voor het eerst geldig gepubliceerd in 1982 door Theischinger.

## Soorten
Dundundra omvat de volgende soorten:
- Dundundra baiame Theischinger, 1982